# Soltera, casada, viuda, divorciada
Série
Soltera, casada, viuda, divorciada 2
(2025)
Pour plus de détails, voir Fiche technique et Distribution.
Soltera, casada, viuda, divorciada est un film péruvien réalisé par Ani Alva Helfer, sorti en 2023.

## Synopsis
Quatre amies d'enfance se retrouvent - elles sont respectivement célibataire, mariée, veuve et divorcée.

## Fiche technique
- Titre : Soltera, casada, viuda, divorciada
- Réalisation : Ani Alva Helfer
- Scénario : Ani Alva Helfer
- Photographie : Pablo Desanzo
- Montage : Angela Vera Temoche
- Société de production : La Soga Producciones
- Pays :  Pérou
- Genre : Comédie et road movie
- Durée : 120 minutes
- Dates de sortie : 
  -  Pérou : 20 avril 2023

## Distribution
- Gianella Neyra : Cecilia
- Katia Condos : Conny
- Milene Vásquez : Lorena
- Patricia Portocarrero : Daniela
- Diego Bertie : Leonardo
- Alexia Barnechea : Agus

## Distinctions
Le film a été nommé pour trois prix Luces et en a remporté deux : meilleur film et meilleure actrice pour Gianella Neyra,.

## Suite
Le film a eu une suite en 2025 : Soltera, casada, viuda, divorciada 2.